# 竹中重元
竹中重元（1499年—1562年／1560年3月13日（《寬政重修諸家譜》））是日本戰國時代武將。美濃國的土豪。父親是竹中重氏。美濃大野郡大御堂城城主。別名道祐。兒子有竹中重治、竹中重矩等。官位是遠江守。
一說在永祿元年（1558年）為止都是以岩手為姓的可能性相當高。

## 生平
在明應8年（1499年）出生，家中長男。仕於土岐氏、齋藤氏。在弘治4年（1556年）4月於齋藤道三與兒子齋藤義龍的戰鬥（長良川之戰）中屬於道三一方。因此在戰後，重元不在的大御堂屋敷被義龍勢襲擊，不過因為妻子妙海大姉、兒子重治、重矩的奮戰而把其擊退。
在永祿元年（1558年）與兒子重治一同擊破菩提山的岩手彈正忠誠，築起新的菩提山城並以其為居城，領有6千貫知行。此後與近鄰的不破氏不和，在翌年（1559年）受到不破光治襲撃，不過因為家臣竹中善左衛門的活躍而將其擊退。
在永祿3年（1560年）12月回應六角義治的請求而向近江出陣並與淺井氏戰鬥。因為在永祿4年（1561年）2月向近江出陣並立下戰功而收到義治的感謝狀。
在永祿5年（1562年）病死。法名是常善。葬於美濃國岩手村的禪憧寺。家督由兒子重治繼承。